# Паленин
Паленин — хутор в Острогожском районе Воронежской области.
Входит в состав Кривополянского сельского поселения.

## Население
| 1859 | 2000 | 2005 | 2010 |
| ---- | ---- | ---- | ---- |
| 455  | ↘194 | ↘127 | ↘101 |

## Инфраструктура
На хуторе имеются четыре улицы — Дорожная, Полевая, Центральная и Широкая, а также два переулка — Лесной и Полевой.